# Assedio di Chihaya

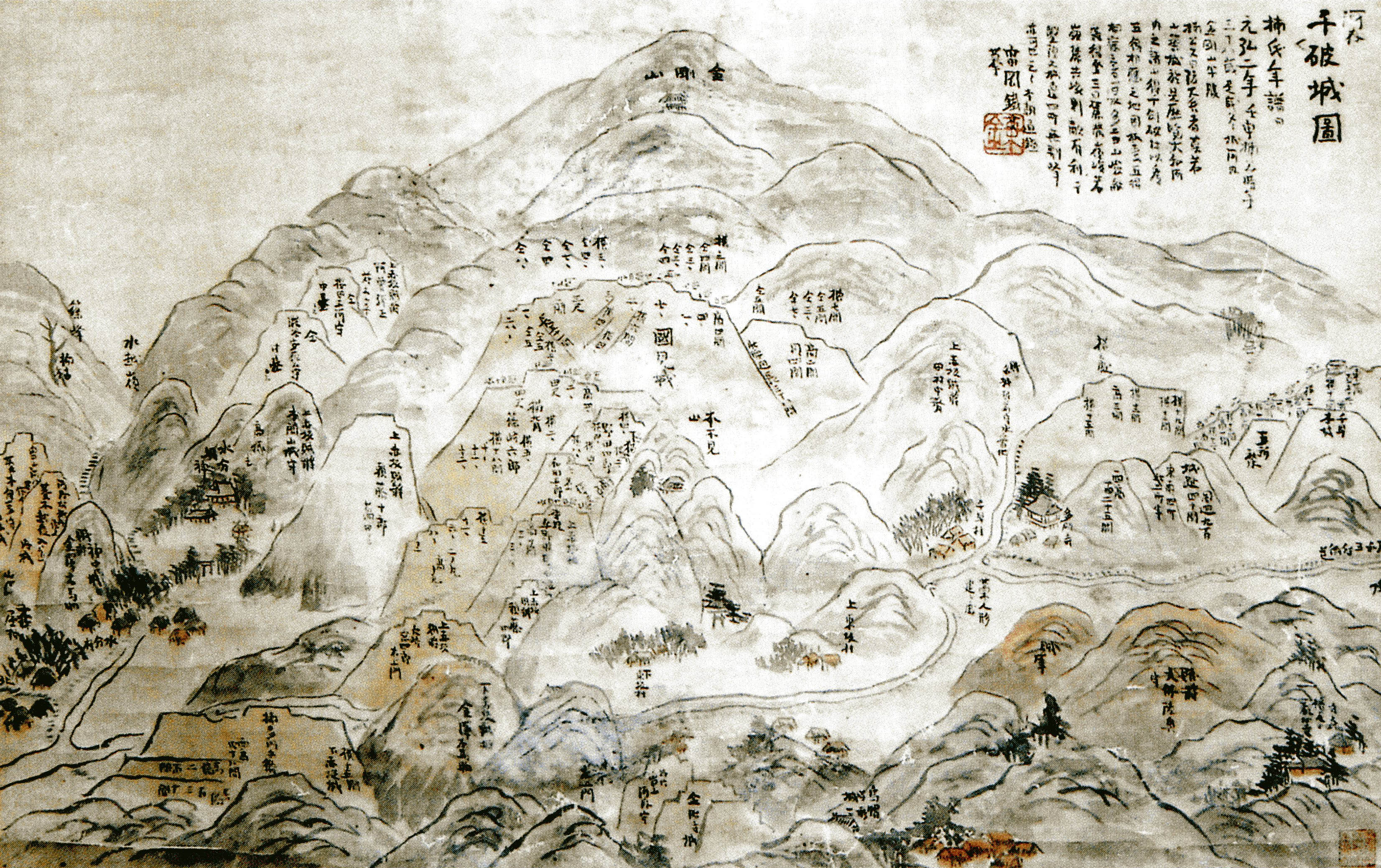
Vecchia mappa del castello di Chihaya

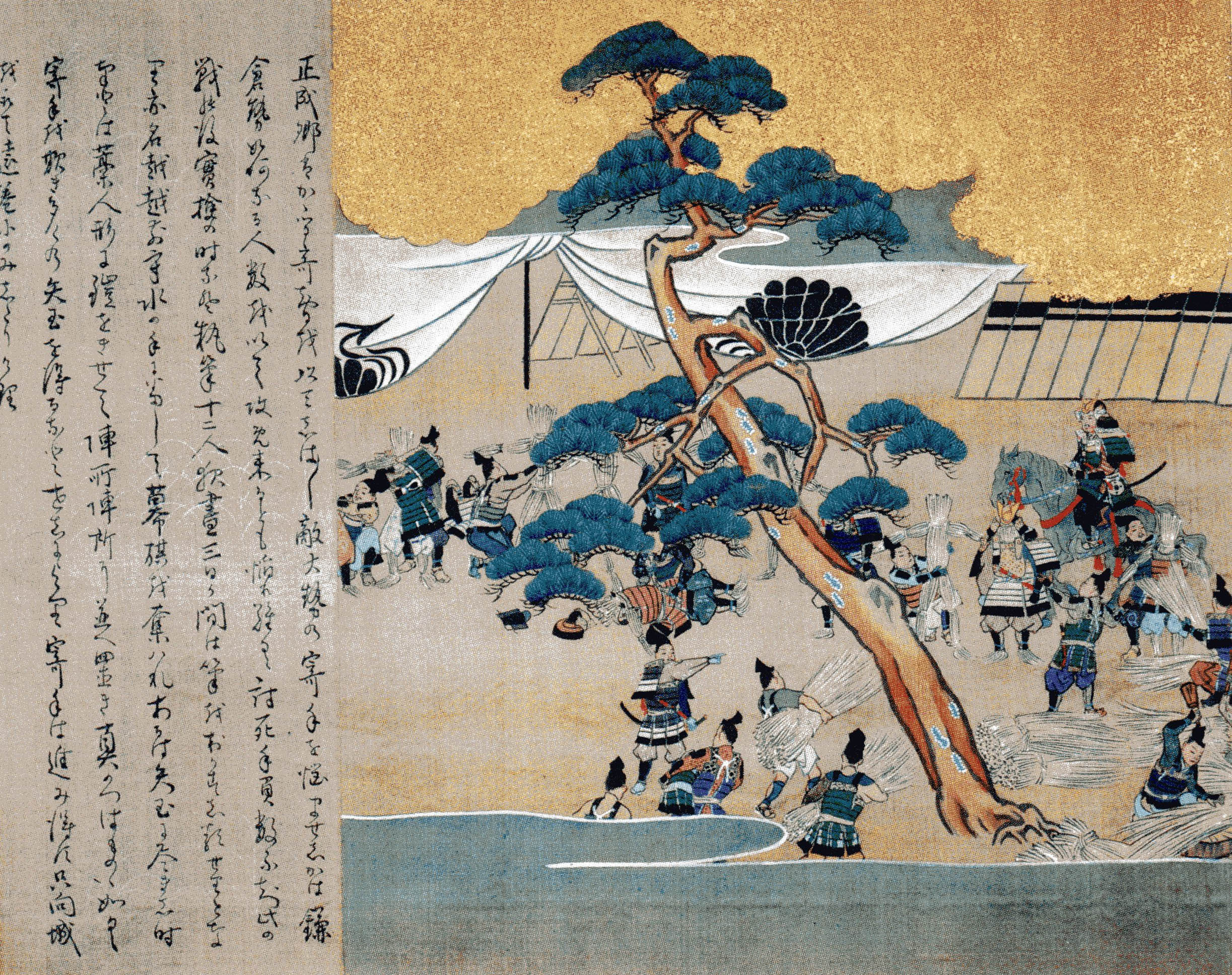
Scena raffigurante la realizzazione delle waraningyō (bambole di paglia) nel castello di Chihaya

L'assedio di Chihaya del 1333 ebbe luogo durante gli ultimi anni del periodo Kamakura della storia giapponese. Fu una delle numerose battaglie della Guerra Genkō, in cui l'imperatore Go-Daigo cercò di eliminare il potere dei reggenti del clan Hōjō. Chihaya-jō (千早城?, Fortezza di Chihaya) fu costruito nel 1332 in cima al monte Kongō, nella provincia di Kawachi, insieme al castello di Kami-Akasaka e al castello di Shimo-Akasaka, era un castello di montagna situato nell'attuale villaggio di Chihayaakasaka, distretto di Minamikawachi, nella prefettura di Osaka. Difeso con successo l'anno successivo dalle forze imperiali guidate da Kusunoki Masashige, cadde infine sotto il controllo dello shogunato Ashikaga nel 1390.

## Contesto
Quando nel 1331 fu scoperto il piano dell'imperatore Go-Daigo di rovesciare lo shogunato, egli radunò un esercito sul monte Kasagi mentre Kusunoki Masashige rispose a Akasaka Kawachi. Lo shogunato di Kamakura inviò un esercito per sconfiggere e reprimere la ribellione, l'imperatore Go-Daigo fu sconfitto e esiliato sull'isola di Oki e anche le persone coinvolte furono punite. Anche Kusunoki Masashige fu sconfitto ma scomparve dopo la caduta del castello di Akasaka in ottobre.

## Battaglia
Dopo la caduta del castello di Akasaka, le forze dello shogunato marciarono verso il castello di Chihaya dove si era rifugiato Kusunoki Masashige. Forti della vittoria nell'assedio al castello di Akasaka, le forze dello shogunato Kamakura attaccarono subito il castello, senza aver predisposto una preparazione adeguata. A differenza di Akasaka, tuttavia, Kusunoki si assicurò che Chihaya potesse resistere efficacemente a molti attacchi, che includevano l'uso di ponti mobili e fuoco da parte degli Hōjō. Kusunoki impiegò anche molte strategie come bambola di paglia e le equipaggiò con archi e lance che simulavano truppe fittizie e incursioni a sorpresa.
La posizione della fortezza, vicino alla cima della montagna, favorì ulteriormente la sua difesa, permettendo al numero inferiore di soldati di Kusunoki di non essere un fattore di ostacolo in uno spazio così limitato.
Alla fine, i nobili dei distretti di Yoshino, Totsukawa, Uda e Uchi (distretti interni), agli ordini del principe imperiale Moriyoshi, si schierarono con l'esercito di Kusunoki e tagliarono la via di rifornimento di cibo all'esercito dello shogunato. L'imperatore Go-Daigo, fuggì dal suo esilio nella provincia di Oki ed entrò a Funakamiyama, aprendo un varco tra le truppe dello shogunato bloccate nel castello di Chihaya.
Il 7 maggio, il Rokuhara, a Kyoto, cade per mano di Ashikaga Takauji. La notizia della caduta di Rokuhara da parte di Takauji fu trasmessa all'esercito assediato nel castello di Chihaya e alle forze dello shogunato che circondavano il castello. I generali delle forze dello shogunato si consultarono tra loro e decisero di ritirarsi dal castello di Chihaya.
L'8 maggio, Nitta Yoshisada radunò un esercito nella regione del Kantō e attaccò l'indebolita Kamakura, provocando la caduta dello shogunato Kamakura il 22 maggio. Lo shogunato di Kamakura cadde 12 giorni dopo la fine della battaglia del castello di Chihaya.